# Raschau
Raschau est une ancienne commune des monts Métallifères, dans le land allemand de Saxe (district de Chemnitz). Le village compte aujourd'hui 3 952 habitants.
Raschau a fusionné le 1er janvier 2008 avec le village voisin de Markersbach pour former la commune de Raschau-Markersbach.

## Géographie

### Situation
Raschau se trouve à environ 3,5 km à l'est de Schwarzenberg/Erzgeb., au bord de la Mittweida.

### Géologie et Mines
Au début du XVIe siècle, les moines du monastère de Grünhain firent la première découverte de fer dans la région. Cela a conduit à la construction de mines et au développement de la métallurgie à Raschau. Au XVIIe siècle, d'autres minerais y ont été découverts, notamment de l'étain et de petites quantités d'argent, mais aussi des granulats comme la grave. De nouvelles mines ont donc vu le jour mais leur exploitation resta minime. Seules deux des mines de Raschau ont réellement extrait des quantités importantes. Ainsi la "mine de Tous les Saints" (en allemand : Allerheiligen-Fundgrube) contenait de l'argent, du bismuth et du cobalt ainsi que des granulats qui ont servi à la fabrication de soufre et d'huiles. Quant à la "mine de la Bénédiction divine" (en allemand : Seegen Gottes), elle contenait surtout de l'argent et de l'étain.

### Communes limitrophes
- Nord : Langenberg
- Est : Markersbach
- Sud : Pöhla
- Sud-Ouest : Grünstädtel

## Histoire

### Développement démographique
| Année     | Habitants | Année | Habitants |
| --------- | --- | ----- | --------- |
| vers 1200 | 22 familles paysannes                                                                                           | 1910  | 3.171     |
| 1531      | 30 héritiers de terres, 9 autres imposables, 5 autres habitants                                                 | 1939  | 3.972     |
| 1628      | 35 héritiers résidents, 15 jardiniers, 34 sans possessions et "Juncker Rudolff von Schmertzing an langen bergk" | 1946  | 3.955     |
| 1764      | 41 héritiers résidents, 12 jardiniers, 57 sans possessions                                                      | 1950  | 5.395     |
| 1807      | 104 héritiers résidents, jardiniers et personnes sans possessions                                               | 1964  | 6.283     |
| 1834      | 2.132 habitants                                                                                                 | 1990  | 5.181     |
| 1871      | 2.268 | 2006  | 3.952     |